# 田中均一郎
田中 均一郎（たなか きんいちろう、1904年 - 1979年）は、愛知県碧海郡刈谷町（現・刈谷市）出身の実業家。名古屋市南区の機械製造会社である太平製作所社長。1964年（昭和39年）には名古屋市に名古屋市南図書館を寄付した。

## 経歴

### 経営者としての経歴
1904年（明治37年）に印刷工の息子として愛知県碧海郡刈谷町（現・刈谷市）に生まれた。父親は刈谷町にある太田商事の印刷部主任を務めた人物である。
享栄貿易学校（現・享栄高等学校）を卒業し、名古屋市西区の木工所に勤めた。やがて名古屋市南区戸部町の機械製造会社である太平製作所に転職し、1943年（昭和18年）に39歳で社長となった。

### 南図書館の寄付

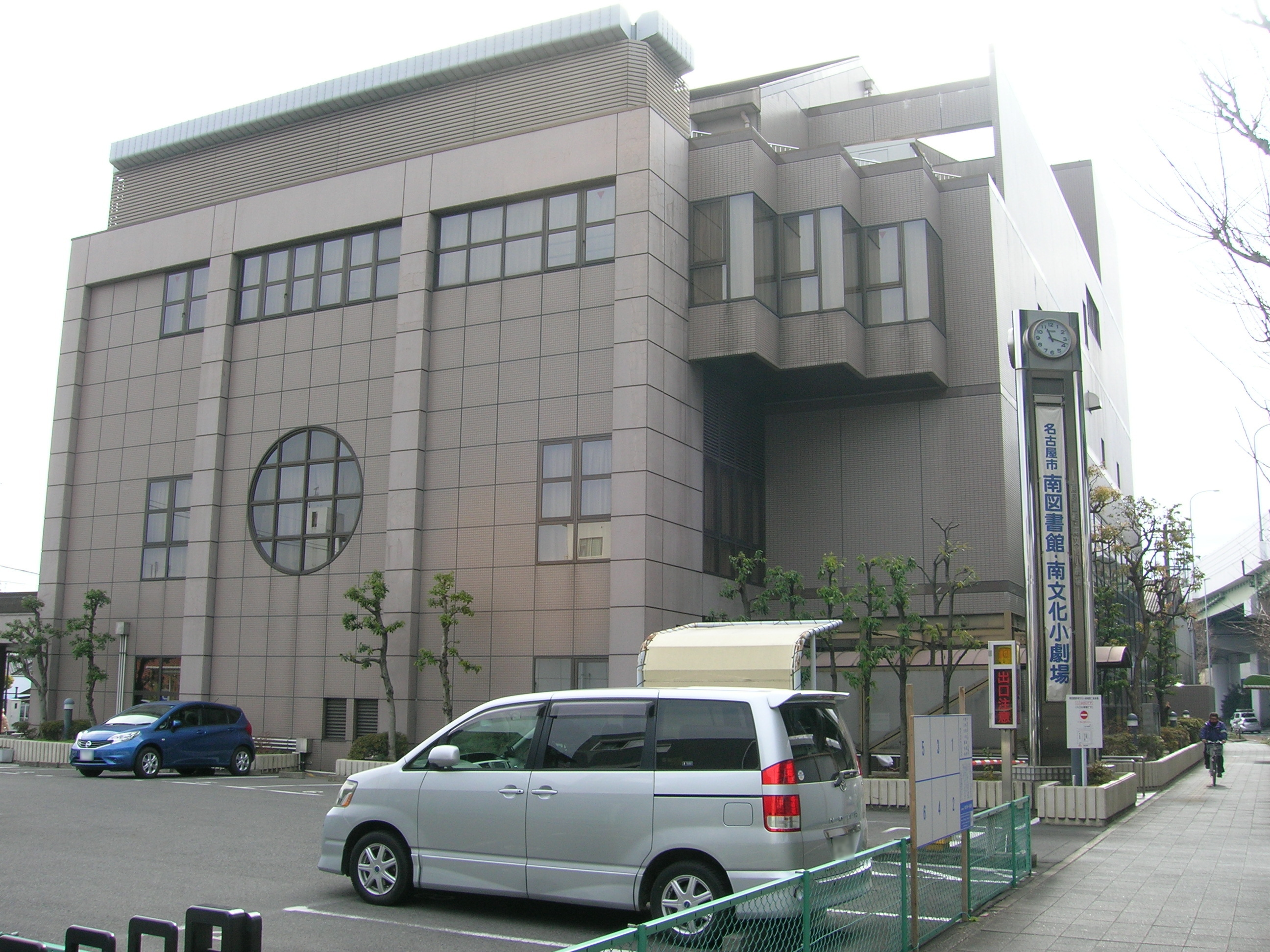
名古屋市南図書館（1992年竣工の2代目であり1964年に田中が寄付した館とは異なる）

名古屋市南部工業地域の社会教育振興のために、1963年（昭和38年）には南区北内町に図書館を建てて寄付することで名古屋市と合意に達し、1964年（昭和39年）5月2日には5,000万円（現在の価値で約2億円）を投じた図書館（名古屋市南図書館）が開館した。市立名古屋図書館（現・名古屋市鶴舞中央図書館）、名古屋市栄図書館（現・名古屋市西図書館）、名古屋市熱田図書館に次ぐ名古屋市4館目の図書館だった。開館の折には杉戸清名古屋市長に「ゆくゆくは各区に一館ずつ（図書館を）設置したい」と言わせている。初代南図書館はステージ付ホールがあることが特徴であり、地域の総合文化センターとしての機能も有していた。
初代南図書館の敷地内には「蛇々子」という俳号で詠んだ「子等はみな育ちゆくなり物芽また」という句の石碑があり、また田中の像がひっそりと建てられていた。1967年（昭和42年）には名古屋市図書館として初の冷暖房設備を南図書館に寄付した。地元の主婦らとともに図書館を拠点に俳句会を開催しており、1966年（昭和41年）には月刊俳句誌『笠寺』を創刊している。

### 死後
1979年（昭和54年）に死去。1992年（平成4年）には名古屋市南図書館が隣接地の新館に移転したものの、田中が詠んだ句碑は新館の玄関脇に引き継がれた。かつては句碑の由来などを記すものがなかったが、2014年（平成26年）5月には南図書館長によって銘板が設置された。同年4月から5月には、南図書館開館50周年記念展示として「田中均一郎氏と南図書館」が開催された。『笠寺』は500号を超えて発行され続けている。

## 著書
- 『ふぐと自動車』田中均一郎、1961年
- 『二つの世界』野田経済社、1962年
- 『二つの世界 ふぐと自動車 二集』野田経済社、1962年
- 『人づくり五題』野田経済社、1964年